# Michael Berryman
Pour les articles homonymes, voir Berryman.
Michael Berryman, né le 4 septembre 1948 à Los Angeles, est un acteur américain. Il est surtout connu pour son physique atypique, qui lui a permis d'obtenir de nombreux rôles dans des films d'horreur.

## Biographie
Né atteint du syndrome de Christ-Siemens-Touraine, il est dépourvu de système pileux, de glandes sudoripares, d'ongles et de sensibilité dans certains nerfs. Il a dû subir une opération du crâne, qui a donné à sa tête une forme légèrement conique.
Voulant d'abord devenir vétérinaire, il dut renoncer à cette ambition car ses mains étaient partiellement insensibles, ce qui l'empêchait d'opérer correctement. Il finit par se retrouver fleuriste, et un jour un agent cinématographique est venu lui proposer un petit rôle dans le film Doc Savage arrive.
Bien que ce dernier film fût un échec, Berryman fut appelé par divers producteurs pour tourner dans de nombreux films d'horreur, presque toujours dans des rôles de méchant, en raison de son physique effrayant qui faisait l'affaire, sans besoin d'employer de maquillage spécial.
Parmi ses apparitions, on peut compter les classiques Vol au-dessus d'un nid de coucou, Une créature de rêve et La Colline a des yeux (1977) pour lequel il reçut une nomination au prix du meilleur acteur dans un film d'horreur, lors de l'Académie des films de science-fiction, fantastique et horreur 1978. Il a également eu un rôle dans Star Trek : La Nouvelle Génération.
Il apparaît dans les clips vidéo de Smokin' in the Boys Room (où il interprète le principal d'un collège) et Home Sweet Home (où il joue les serviteurs ou le barman) du groupe de hard rock californien Mötley Crüe. Il devient, par la suite, un ami du guitariste Mick Mars, les membres du groupe les surnommant respectivement « Cousin It » (en raison de la chevelure du guitariste) et « Fester » (en raison du crâne de l'acteur) en référence à deux personnages de La Famille Addams, « Cousin Machin » et « Oncle Fétide ».
En 1994, Michael figure dans le casting du film culte d'Alex Proyas, The Crow, où il interprète le rôle du squelette cow-boy, à l'origine du retour du héros du film. Étant totalement déguisé, sa « gueule » et son physique hors normes ne sont, pour une fois, pas un critère de sa venue dans le casting. Mais la mort accidentelle, durant le tournage, de l'interprète principal, Brandon Lee, l'empêche de finir les scènes communes et entraîne la suppression de son personnage dans le montage final.
On a pu le revoir en 2005 dans The Devil's Rejects de Rob Zombie.

## Filmographie sélective
- 1975 : Doc Savage arrive de Michael Anderson : le médecin légiste
- 1975 : Vol au-dessus d'un nid de coucou de Miloš Forman : Ellis
- 1977 : La colline a des yeux de Wes Craven : Pluto
- 1977 : Un autre homme, une autre chance de Claude Lelouch
- 1981 : La Ferme de la terreur de Wes Craven : William Gluntz
- 1985 : La colline a des yeux 2 de Wes Craven : Pluto
- 1985 : Une créature de rêve de John Hughes : le motard mutant
- 1985 : Amazonia : La Jungle blanche (Inferno in diretta / Cut and Run / Straight to Hell) de Ruggero Deodato
- 1986 : Star Trek 4 : Retour sur Terre de Leonard Nimoy
- 1987 : Les Barbarians (The Barbarians) de Ruggero Deodato : le Grand Bourreau
- 1990 : Solar Crisis de Richard C. Sarafian
- 1991 : Dar l'invincible 2 de Sylvio Tabet (en) : le premier pèlerin
- 1991 : Guyver Mutronics de Steve Wang et Screaming Mad Georges : Lisker
- 1994 : Double Dragon de James Yukich
- 1995 : X-Files : Aux frontières du réel (TV) : Owen Lee Jarvis (épisode 3-11 Révélations)
- 2005 : The Devil's Rejects de Rob Zombie : Clevon
- 2007 : Brutal de Ethan Wiley : Leroy Calhoun
- 2007 : Ghost Poker (Dead Man's Hand) de Charles Band : Gil Wachetta
- 2009 : Smash Cut de Lee Demarbre : Philip Farmsworth Jr.
- 2013 : The Lords of Salem de Rob Zombie : Virgil Magnus
- 2017 : Z Nation de Karl Schaefer (en) et Craig Engler : le Fondateur
- 2017 : The Evil Within (en) de Andrew Getty (en): le Cadaver